# Qasigiannguit-Museum
Das Qasigiannguit-Museum (dänisch Qasigiannguit Museum, grönländisch Qasigiannguit Katersugaasiviat) ist das Heimatmuseum (Lokalmuseum) von Qasigiannguit.

## Geschichte
Der Plan in Qasigiannguit ein Museum zu eröffnen, wurde Mitte der 1970er Jahre gefasst, weswegen ein Museums- und Tourismusausschuss gegründet wurde. 1977 bat der Ausschuss Den Kongelige Grønlandske Handel um die Bereitstellung eines geeigneten Gebäudes. Im Juni 1981 wurde das Gebäude B-8 übergeben. Nach Umbauten und der Einsammlung von ausreichend Museumsobjekten konnten im Museum erstmals 1982/83 Ausstellungen gezeigt werden. 1984 wurde es offiziell eröffnet und anerkannt. 1988 zog das Museum in B-3 um, nachdem man versucht hatte B-4 zu bekommen. In den 1990er Jahren konnte das Gebäude B-4 dennoch übernommen werden. Später wurden drei weitere Gebäude übernommen, sodass das Museum in Qasigiannguit heute gewissermaßen ein Freilichtmuseum ist.

## Gebäude
Folgende Gebäude gehören zum Qasigiannguit-Museum:
- B-3: Das Gebäude wurde 1752 errichtet und ist die frühere Wohnung des Kolonialverwalters. Es dient seit 1988 als Museumsgebäude und ist heute das Hauptgebäude des Museums. Darin befinden die Bibliothek, das Fotoarchiv und feste und wechselnde Ausstellungen.
- B-4: Das Gebäude stammt aus dem Jahr 1734 und ist eines der ältesten des ganzen Landes. Es war früher ein Laden. 1997 wurde es ans Museum übergeben. Es beherbergt heute die archäologische Ausstellung.
- B-5: Das Gebäude dient als Museumslager.
- B-8: Das Gebäude ist das erste des Museums und die frühere Wohnung des Televerwalters.
- B-18: Das Gebäude dient als Museumswerkstatt. Sie ist ein bedeutender Teil des interaktiven Projekts Lebender Wohnplatz, bei der ein Wohnplatz im 17. und 18. Jahrhundert nachgebildet wird, um die traditionelle Kultur lebendig darzustellen.[5]
- B-186: Das Selbstbauerhaus ist eines der beiden Beispiele des Museums für typische grönländische Architektur.
- B-768: Hierbei handelt es sich um den Nachbau eines traditionellen Torfmauerhauses, der in den 1990er Jahren entstand und seit 1997 zum Museum gehört.

Mit Ausnahme der beiden letztgenannten Repliken sind alle Gebäude geschützt. Für detaillierte Beschreibungen zur Geschichte und Architektur der einzelnen Gebäude, siehe die Liste der Baudenkmäler in Qasigiannguit.

## Ausstellung
Das Qasigiannguit-Museum hat eine breite Palette an Ausstellungen:
- Es wird die Geschichte der Stadt während der Kolonialzeit von 1734 bis Ende der 1940er Jahre thematisiert. Ein besonderer Fokus liegt auf der Präsentation alter Schusswaffen und ihrer Herstellung.
- Mit dem Ende der Garnelenfischerei in Qasigiannguit griff das Museum in den 1990er Jahren das Thema auf. Aus 50 Jahren Garnelenfischerei ab den 1940er Jahren werden Produktion, Arbeitsleben und der Einfluss auf die Stadtgeschichte behandelt.
- Wie viele andere Museen im Land stellt auch das Qasigiannguit-Museum grönländische Kleidungsstücke aus.
- Es wird die Jäger- und Fischerkultur behandelt. Dazu sind u. a. Kajaks, Umiaks, Zelte und Jagdausrüstung ausgestellt. Besonders die Waljagd wird thematisiert.
- Die archäologische Sammlung behandelt die Funde aus der Saqqaq-Kultur, die in der Nähe entdeckt worden sind.
- Das Museum hat eine kleine Sammlung ausgestopfter grönländischer Vögel.
- Die geologische Sammlung zeigt für die Umgebung typische Mineralien und Gesteine.
- Außerdem gibt es im Museum immer wieder Sonderausstellungen zu verschiedenen Themen.